# The Commanding Officer
The Commanding Officer er en amerikansk stumfilm fra 1915 af Allan Dwan.

## Medvirkende
- Alice Dovey som Floyd Bingham.
- Donald Crisp som Archer.
- Marshall Neilan som Waring.
- Douglas Gerrard som Brent Lindsay
- Ethel Phillips.